# Fabriciana shiriyana
Fabriciana shiriyana är en fjärilsart som beskrevs av Kôno 1926. Fabriciana shiriyana ingår i släktet Fabriciana och familjen praktfjärilar. Inga underarter finns listade i Catalogue of Life.